# 21 (川﨑麻世の曲)
「21 (トゥエンティーワン) 」は、1979年5月1日にCBS・ソニーから発売された川﨑麻世の7枚目のシングル。

## 収録曲
全曲作詞：小林和子 作曲・編曲：馬飼野康二
1. 21 (トゥエンティーワン)
2. 最後の楽園